# Danijel Cesarec
Danijel Cesarec (Slavonski Brod, 8 gennaio 1983) è un ex calciatore croato, di ruolo attaccante.